# The Smirks
The Smirks foi uma banda de punk/new wave e power pop inglesa, nativa de Manchester, que lançou alguns singles entre 1978 e 1979. Malcolm Dome (no texto Cult Heroes No. 40: The Smirks) diz que "The Smirks eram realmente uma banda de Manchester no final dos anos 1970, que teve um senso melódico nervoso para a sua música, aliado a um senso de humor verdadeiro”. Sua página oficial comenta que a formação é: Simon Milner (vocal principal e guitarra) / Neil Fitzpatrick (guitarra principal e vocais) / Ian Morris (baixo e vocais) / Mike Doherty (bateria). Eles, ocasionalmente, tocam também com John Scott, na guitarra e saxofone.

## História

### 1978: Beserkley Records
A banda foi fundada por Simon Milner e Neil Fitzpatrick, que estavam em Paris ao se encontrarem com Ian Morris (segundo Simon Milner, em entrevista a Malcolm Dome). Vão para Manchester e recrutam o baterista Mike Doherty. Tocam em um show em Liverpool, onde foram descobertos por Fred Cantrell, que dirigia o escritório da Beserkley Records no Reino Unido. Milner diz que "ele queria assinar de imediato conosco, porque ele gostou de nossa energia e entusiasmo". Porém, a relação com a gravadora californiana dura pouco. Eles lançaram apenas dois singles de 7" para a etiqueta em 1978, "OK – UK" / "Streets" e "Rosemary" / "Up Eh Up". No final de 1978, The Smirks entra em estúdio e grava o que era para ter sido o seu primeiro álbum, Smirkology. Em 19 de abril de 1978 a banda chegou a gravar uma Peel Session, que foi transmitida uma semana depois, em 26 de abril. Também tocam a cover de "Telstar", dos The Tornados, para a coletânea Spitballs, da Beserkley.

### 1979: Smirksongs Records
Infelizmente, os problemas que tiveram com a Beserkley Records, inclusive com a saída de Fred Cantrell, significaram que nunca seu álbum veria a luz do dia. A banda termina o ano de 1978 sem gravadora, mas com seu próprio selo, a Smirksongs Records, e com sua própria gravação: o EP com "Angry With Myself" / "Penetration" / "American Patriots", gravado em fevereiro de 1979 e lançado como "um consolo para si e para os seus fãs" (de acordo com o texto sobre Smirkology). Apesar de boas críticas sobre este EP, denominado American Patriots, a banda estava para lançar apenas mais um single, "To You" / "New Music", em 1979, antes de se separarem, em 1980. No dia 8 de fevereiro deste último ano, chegaram a tocar junto com o Joy Division, A Certain Ratio, Killing Joke e Section 25, num mesmo palco, em Londres.

## Discografia

### 1978
- 7" single "OK - UK" / "Streets" (Beserkley Records)
- 7" single "Rosemary" / "Up Eh Up" (Beserkley Records)

### 1979
- 7" EP American Patriots: "Angry With Myself" / "Penetration" / "American Patriots" (Smirksongs Records)
- 7" single "To You" / "New Music" (Smirksongs Records)